# Група вікових дерев тополі білої
Група вікових дерев тополі білої — ботанічна пам'ятка природи місцевого значення, розташована в Печерському районі м. Києва по вулиці Євгена Коновальця, 2 на території Головного військового клінічного госпіталю МО України. Заповідана у грудні 1999 року (рішення Київської міськради від 02.12.1999 № 147/649).

## Опис
Група вікових дерев тополі білої — 5 екземплярів дерев тополі білої. Вік — 130—150 років. Найбільші екземпляри мають в охопленні 356—360 см при висоті 36 м.

## Галерея

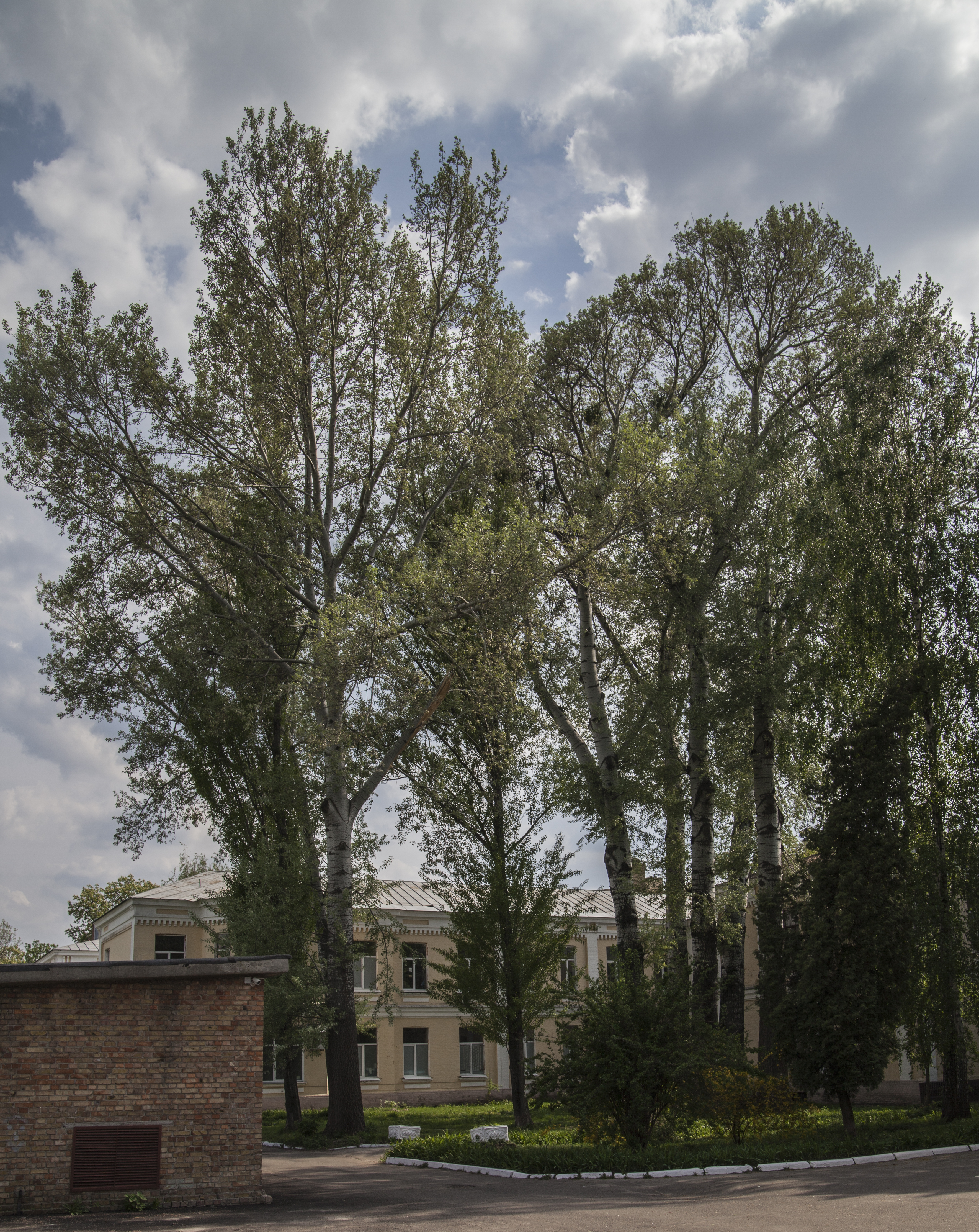
Тополі (травень 2013 року)
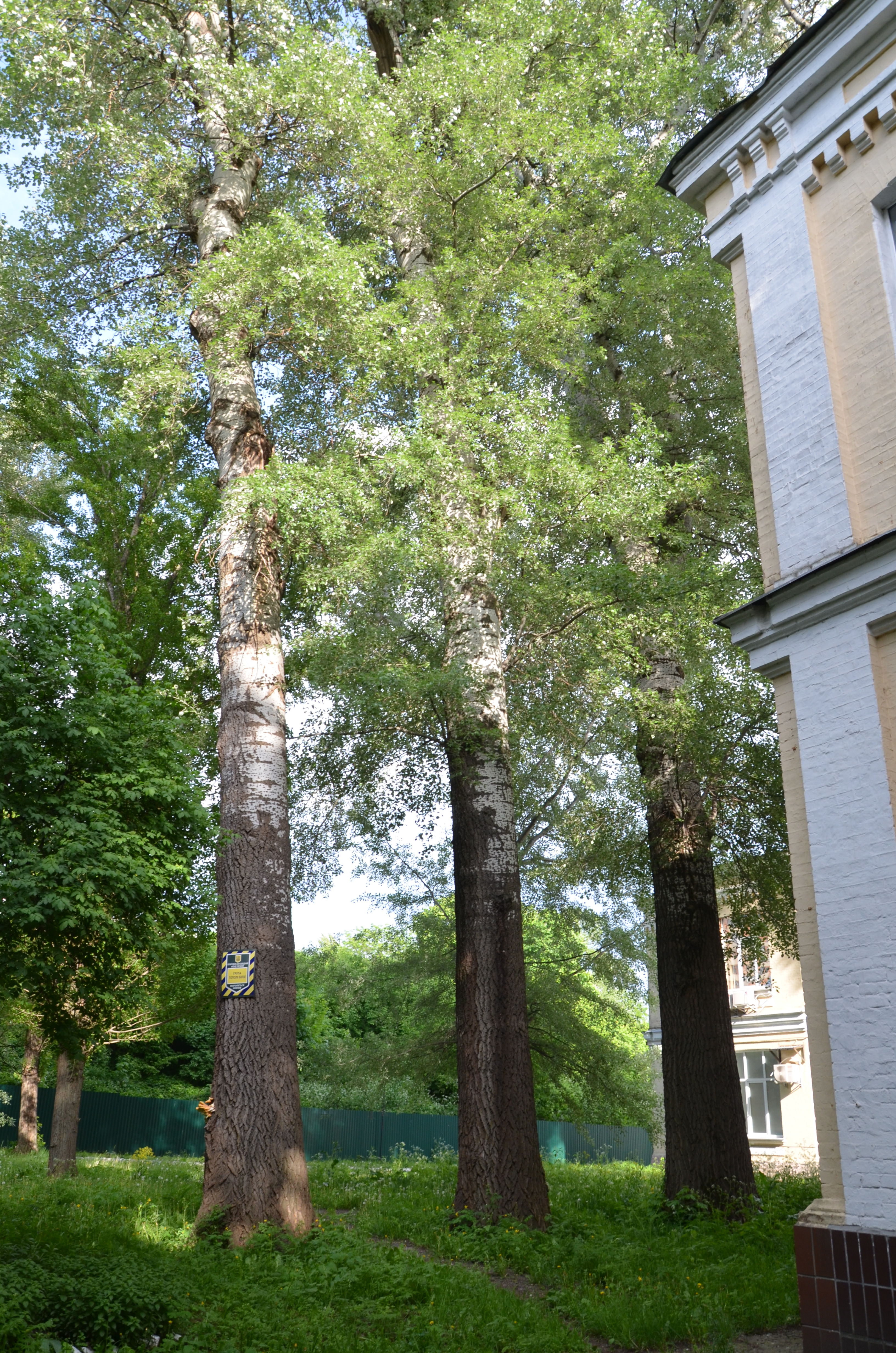
Табличка (травень 2019 року)
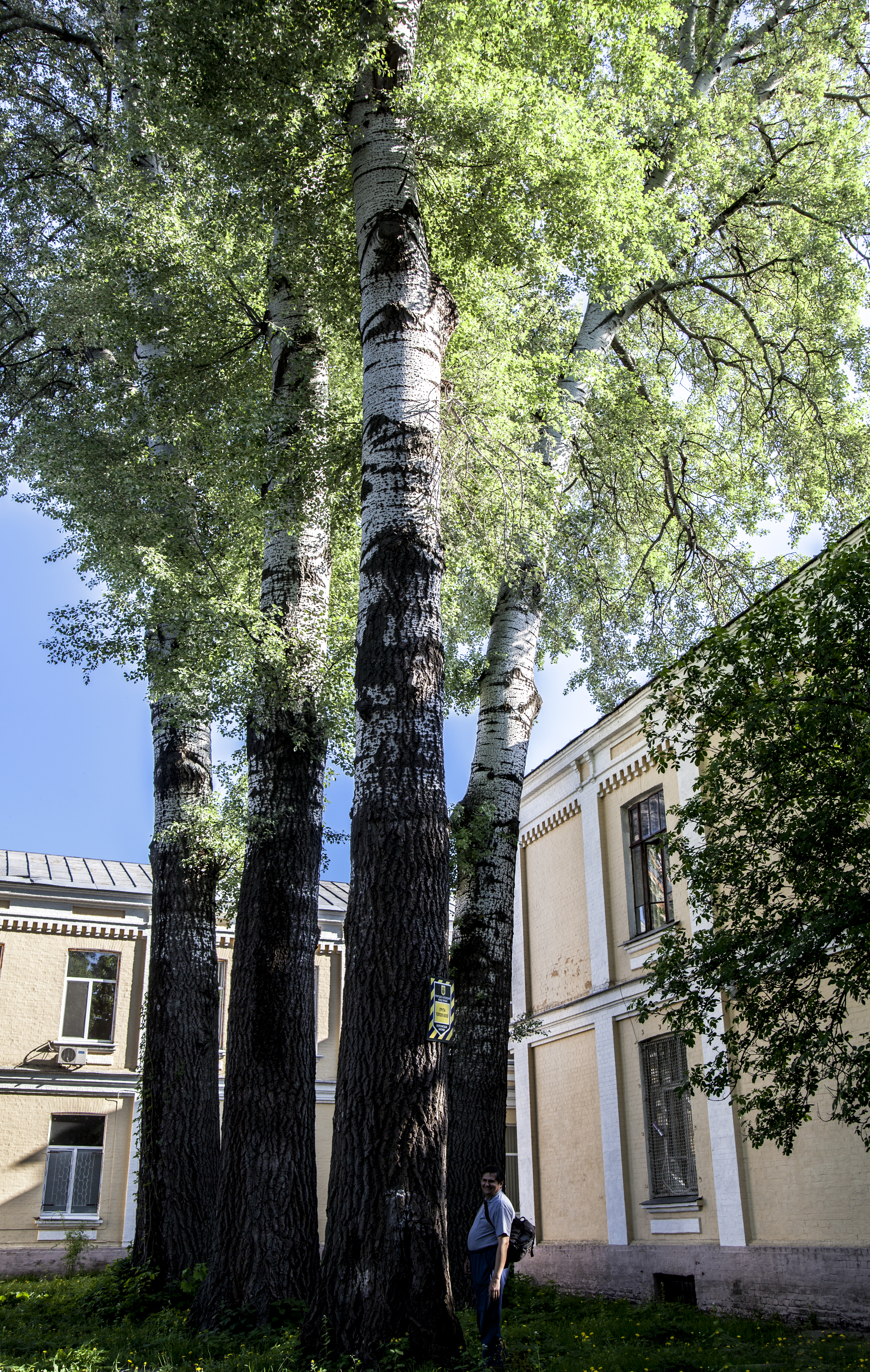
Тополі (травень 2013 року)
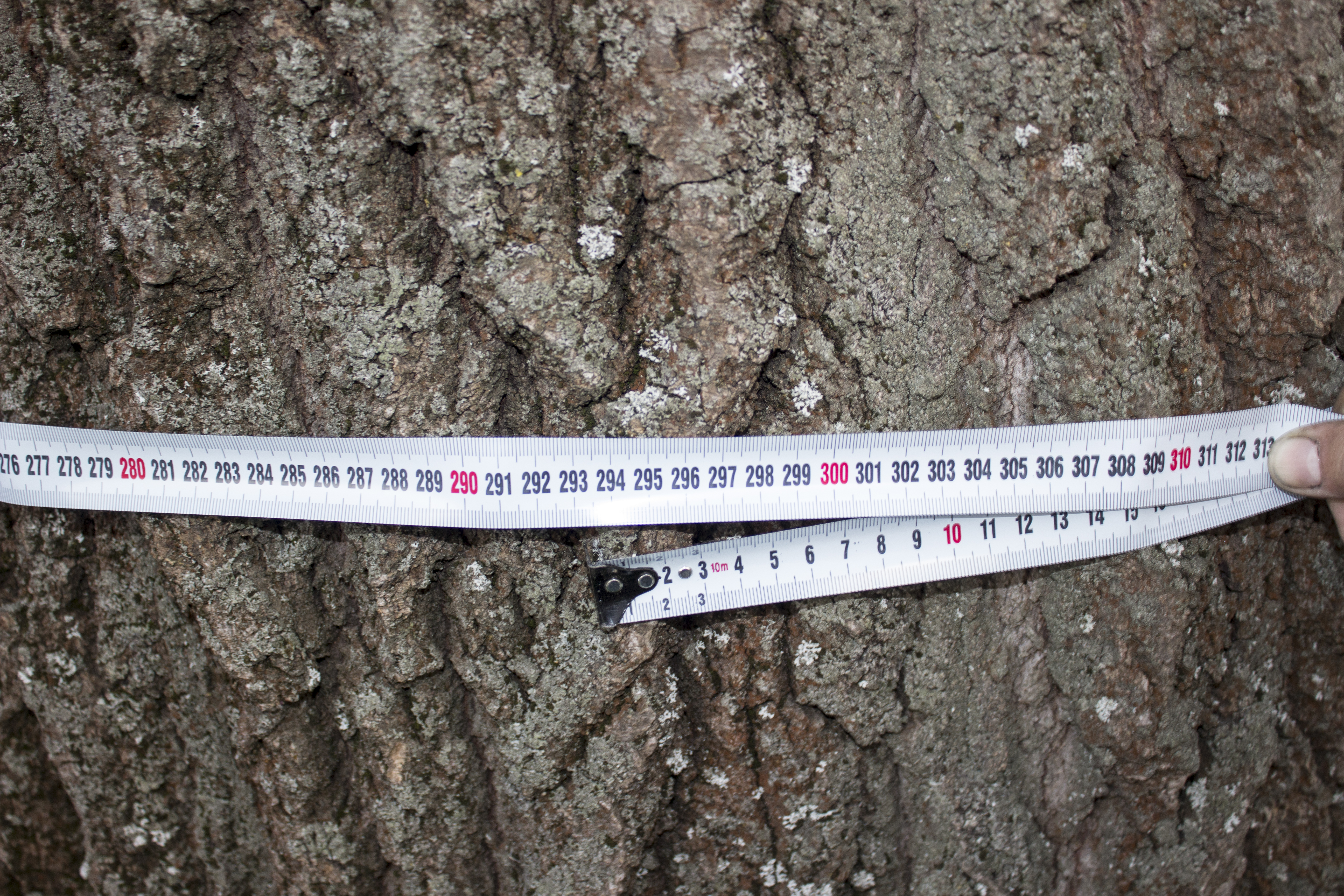
Тополя в охопленні (квітень 2015 року)